# Blekingeposten
För den tidigare tidningen med liknande namn, se Blekings-Posten.
Blekingeposten är en svensk tidning grundad 16 november 1945 som kommer ut en dag i veckan. Fullständig titeln för tidningen har periodvis innehållet förkortningen BP och tillägget Tidning för Blekinge län.
Den 13 augusti 2024 beslutade andelsägarna att lägga ner tidningsutgivningen den 31 augusti. Detta eftersom det nya Mediestödet kommer att halveras under en femårsperiod. Under det senaste året har fler försök med att hitta en finansiering för framtiden gjorts men misslyckats.

## Redaktion
Politiska tendens för tidningen var till 31 december 1952 för landsbygdspartiet, 1953 till 1957 bondeförbundet och sedan 1958 är tidningen centerpartistisk. Redaktionsort  var 1945-11-16 till 1979-02-23 Ronneby.  1979-03-02--2010-12-31 satt redaktionen i Bräkne Hoby och sedan 13 januari 2011i Karlskrona. Utgivningsdag på fredagar och  från 18 juni 2009 på torsdagar. Till ordförande i bolaget  för tidningen valdes den 5 maj 2010 Lars Sjösten och från maj 2014 är Bennie Ohlsson styrelseordförande. Ohlsson är även styrelseordförande i Gota Media.
| Period                 | Ansvarig utgivare                            | Period                 | Redaktör                      |                                                                                     |
| 1945-08-22--1949-11-15 | Håkansson, Gösta Helmer                      | 1945-11-16--1948-11-26 | Håkansson, Gösta              |                                                                                     |
| 1949-11-16--1956-06-26 | Andersson, Ture Allan                        | 1948-01-04--1950-09-16 | Andersson, Allan              |                                                                                     |
| 1956-06-27--1972-07-09 | Karlsson, Nils Johan                         | 1950-09-22--1952-04-26 | Sandblad, Carl Erik           |                                                                                     |
| 1972-07-10--1976-03-09 | Moberg, Per Adolf                            | 1952-05-03--1952-08-29 | Andersson, Allan t f chef red |                                                                                     |
| 1976-03-10--1985-04-03 | Petersson, Karl-Anders                       | 1952-09-05--1953-05-28 | Karlsson, Arne                |                                                                                     |
| 1985-04-04--1987-09-20 | Sjösten, Lars Olov                           | 1953-06-04--1971-12-31 | Sandström, Gunnar             |                                                                                     |
| 1987-09-21--1987-11-30 | Gustavsson, Stig tf 1987-10-01--11-30        | 1972-01-08--1977-12-16 | Andersson, Arvid              |                                                                                     |
| 1987-09-21--1994-12-26 | Pettersson, Thomas Fr.o.m. 1987-12-01.       | 1972-01-08--1975-04-11 | Sjöberg, Stig L               | Först "i redaktionen", från 1974-12-13 under "redaktörer".                          |
| 1994-12-27--1996-04-03 | Bengtsson, Lars Mikael                       | 1974-12-13--1984-08-10 | Ohlsson, Bennie               | Först i "redaktörer", från 1975-04-18 under "redaktion". 1977-12-23 ensam redaktör. |
| 1996-04-04--1998-04-03 | Tapola, Anders                               | 1975-04-18--1977-05-27 | Valfridsson, Evert            | Upptagen under rubriken "redaktion".                                                |
| 1998-03-27--1998-11-19 | Algotsson, Sven-Eric                         | 1984-08-17--1987-10-02 | Sjösten, Lasse                |                                                                                     |
| 1998-11-20--2002-06-20 | Pettersson, Thomas                           | 1987-10-09--1994-12-23 | Pettersson, Thomas            |                                                                                     |
| 2002-06-28--2002-08-02 | Nimlin, Viktoria tf                          | 1995-01-05--1995-04-28 | Bengtsson, Mikael             | tf chefred                                                                          |
| 2002-08-09--2011-07-07 | Pettersson, Thomas                           | 1995-05-05--1998-09-25 | Tapola, Anders                | tf chefred till 1995-11-03; chefred från 1995-11-10                                 |
| 2011-07-14--2011-09-01 | Pettersson, Joel stf                         | 1998-10-02--1999-06-11 | Pettersson, Thomas            |                                                                                     |
| 2011-09-08--2012-01-19 | Pettersson, Thomas                           | 1999-06-18--1999-07-23 | Johansson, Frans              | Stf chefredaktör                                                                    |
|                        |                                              | 1999-07-30--1999-07-30 | Pettersson, Thomas            |                                                                                     |
|                        |                                              | 1999-08-06--1999-08-13 | Johansson, Frans              |                                                                                     |
|                        |                                              | 2000-02-04--2002-06-20 | Pettersson, Thomas            |                                                                                     |
|                        |                                              | 2002-06-28--2002-08-02 | Nimlin, Viktoria              | Tf chefred                                                                          |
|                        |                                              | 2002-08-09--2011-07-07 | Pettersson, Thomas            |                                                                                     |
|                        |                                              | 2011-07-14--2011-09-01 | Pettersson, Joel              | redaktionssekreterare                                                               |
| 2012-01-26--           | Enarsson, Lars-Göran verkställande direktör. | 2012-01-26--           | Enarsson, Lars-Göran          |                                                                                     |

## Tryckning
Tidningen har tryckts i fyrfärg under senare år, med moderna typsnitt på satsyta som var stor till 1974 då den blev i tabloidformat. Sidantalet i tidningen var 8-12 sidor till 1975 och sedan efter 1975 minst 24 sidor och max  32sidor. Upplagan har varierat från 2000 först åren, ett maximum på 5200 och i senare år 3000 drygt. Annonsomfattning  har varit runt 30 % från 2015 då den började mätas. Tidningen har inte haft eget tryckeri utan köpt tjänsten av andra tidningar se tabell. Årsprenumeration var 1945 5 kr och hade  1990 stigit till 150 kr dvs trettio gånger mer. 2020 hade priset stigit till 545 kr.
| Period                 | Tryckeri                                | Ort        | Period                 | Förlag                                                 | Förlagsort  |
| 1945-11-16--1947-07-04 | Norra Skånes tryckeri                   | Hässleholm | 1945-11-16--1994-12-23 | Tidnings- och tryckeriföreningen Blekinge u. p. a.     | Ronneby     |
| 1947-07-11--1973-10-12 | Sydöstra Sveriges dagblad               | Karlskrona | 1995-01-05--           | Tidnings- och tryckeriföreningen Blekinge u. p. a.     | Bräkne Hoby |
| 1973-10-19--1973-11-09 | EGJ                                     | Karlshamn  |                        | Ändring av förlagsort skedde troligen tidigare än 1995 |             |
| 1973-11-16--1974-06-07 | Sydöstra Sveriges dagblad               | Karlskrona |                        |                                                        |             |
| 1974-06-14--1991-12-20 | Aktiebolaget Smålänningen               | Ljungby    |                        |                                                        |             |
| 1992-01-03--1996-05-31 | Norra Skånes offset                     | Hässleholm |                        |                                                        |             |
| 1996-06-07--2009-06-05 | Aktiebolaget Smålänningen               | Ljungby    |                        |                                                        |             |
| 2009-06-12--           | Sydostpressarna i Karlskrona aktiebolag | Karlskrona |                        |                                                        |             |